# Archimantis armata
Archimantis armata är en bönsyrseart som beskrevs av Wood-mason 1877. Archimantis armata ingår i släktet Archimantis och familjen Mantidae. Inga underarter finns listade i Catalogue of Life.